# Allen Webster
Carl Allen Webster (né le 10 février 1990 à Greensboro, Caroline du Nord, États-Unis) est un lanceur droitier de baseball évoluant pour les Samsung Lions de l'Organisation coréenne de baseball.
Il joue dans la Ligue majeure de baseball de 2013 à 2015.

## Carrière

### Red Sox de Boston
Allen Webster est drafté au 18e tour de sélection par les Dodgers de Los Angeles en 2008.
Le 25 août 2012, alors que Webster évolue toujours en ligues mineures, il est échangé aux Red Sox de Boston avec le premier but James Loney, le deuxième but Iván DeJesús et deux joueurs à être nommés plus tard (Rubby De La Rosa et Jerry Sands) contre le premier but Adrian Gonzalez, le voltigeur Carl Crawford, le lanceur droitier Josh Beckett et le troisième but Nick Punto. 
Webster fait ses débuts dans le baseball majeur comme lanceur partant pour Boston le 21 avril 2013. Il effectue 7 départs et ajoute une sortie en relève au cours de cette saison, majoritairement jouée en ligues mineures. Avec les Red Sox, il accorde 29 points mérités en 30 manches et un tiers lancées, encaissant deux défaites mais remportant au passage le 4 juillet contre les Padres de San Diego sa première victoire au plus haut niveau.
Il amorce 11 parties des Red Sox en 2014 et gagne 5 de ces rencontres, contre 3 défaites. Sa moyenne de points mérités se chiffre à 5,03 au cours de ces 59 manches lancées.

### Diamondbacks de l'Arizona
Le 12 décembre 2014, les Red Sox échangent Webster, le lanceur de relève droitier Rubby De La Rosa et le joueur d'arrêt-court Raymel Flores aux Diamondbacks de l'Arizona contre le lanceur partant gaucher Wade Miley. Il effectue 5 départs et ajoute 4 présences en relève pour Arizona en 2015.
Arizona vend le contrat de Webster aux Pirates de Pittsburgh le 25 novembre 2015 mais les Pirates le libèrent le 16 décembre suivant pour lui permettre de rejoindre la Corée du Sud afin d'y poursuivre sa carrière.